# Графинг код Минхена
Графинг код Минхена (њем. Grafing bei München) град је у њемачкој савезној држави Баварска. Једно је од 21 општинског средишта округа Еберсберг. Према процјени из 2010. у граду је живјело 12.682 становника. Посједује регионалну шифру (AGS) 9175122.

## Географски и демографски подаци
Графинг код Минхена се налази у савезној држави Баварска у округу Еберсберг. Град се налази на надморској висини од 522 метра. Површина општине износи 29,6 km². У самом граду је, према процјени из 2010. године, живјело 12.682 становника. Просјечна густина становништва износи 429 становника/km².

## Међународна сарадња
| Мјесто | Држава    | Врста сарадње | Од    |
| ------ | --------- | ------------- | ----- |
|        | Француска | партнерство   | 1994. |
| Извор  |           |               |       |